# Georg Seidl (Basketballspieler)
Georg Seidl (* 29. September 1967) ist ein ehemaliger österreichischer Basketballspieler.

## Laufbahn
Seidl spielte von 1978 bis 1989 beim Verein ABC Klagenfurt, der sich später in Wörthersee Piraten umbenannte. Im Spieljahr 1989/90 gewann er mit dem BK Klosterneuburg den Staatsmeistertitel und wechselte hernach zu den Wörthersee Piraten zurück. Dort spielte er bis 2002. Während seiner Laufbahn bestritt Seidl mit dem Verein auch Europapokalspiele.
Er nahm 1986 mit der österreichischen Auswahl an der im eigenen Land ausgetragenen Junioren-Europameisterschaft teil. Seidl war ebenfalls österreichischer A-Nationalspieler.